# Heliomantis elegans
Heliomantis elegans es una especie de mantis de la familia Hymenopodidae.

## Distribución geográfica
Se encuentra en la India y Nepal.